# Hatton (Srí Lanka)
Hatton je hlavní město v okrese Nuwara Eliya v centrální provincii na Srí Lance řízené městskou radou Hatton-Dickoya. Hatton je hlavním centrem srílanského čajového průmyslu. Nachází se nedaleko města Nuwara Eliya.
Hatton je jedním z nejrušnějších měst v kopcovité oblasti Srí Lanky a je hovorově známý jako hlavní město čaje země, protože je ústředním bodem pro většinu oblastí pěstování čaje ve venkovských oblastech, jako jsou Maskeliya, Talawakelle, Bogawantalawa a Dickoya.
Hatton byl založen během britských koloniálních časů, aby sloužil kávovým plantážím a pozdějším čajovým plantážím. Jméno města odkazuje na vesnici v Aberdeenshire, ve Skotsku. Řada okolních čajových vesnic je také pojmenována po skotských vesnicích.
Hatton slouží jako brána na Adamovu horu (Sri Pada) a do lesní rezervace Sinharaja, ale je známější pro své cejlonské čajové plantáže. Více než 48 % obyvatel města je zaměstnáno na čajových plantážích.

## Galerie

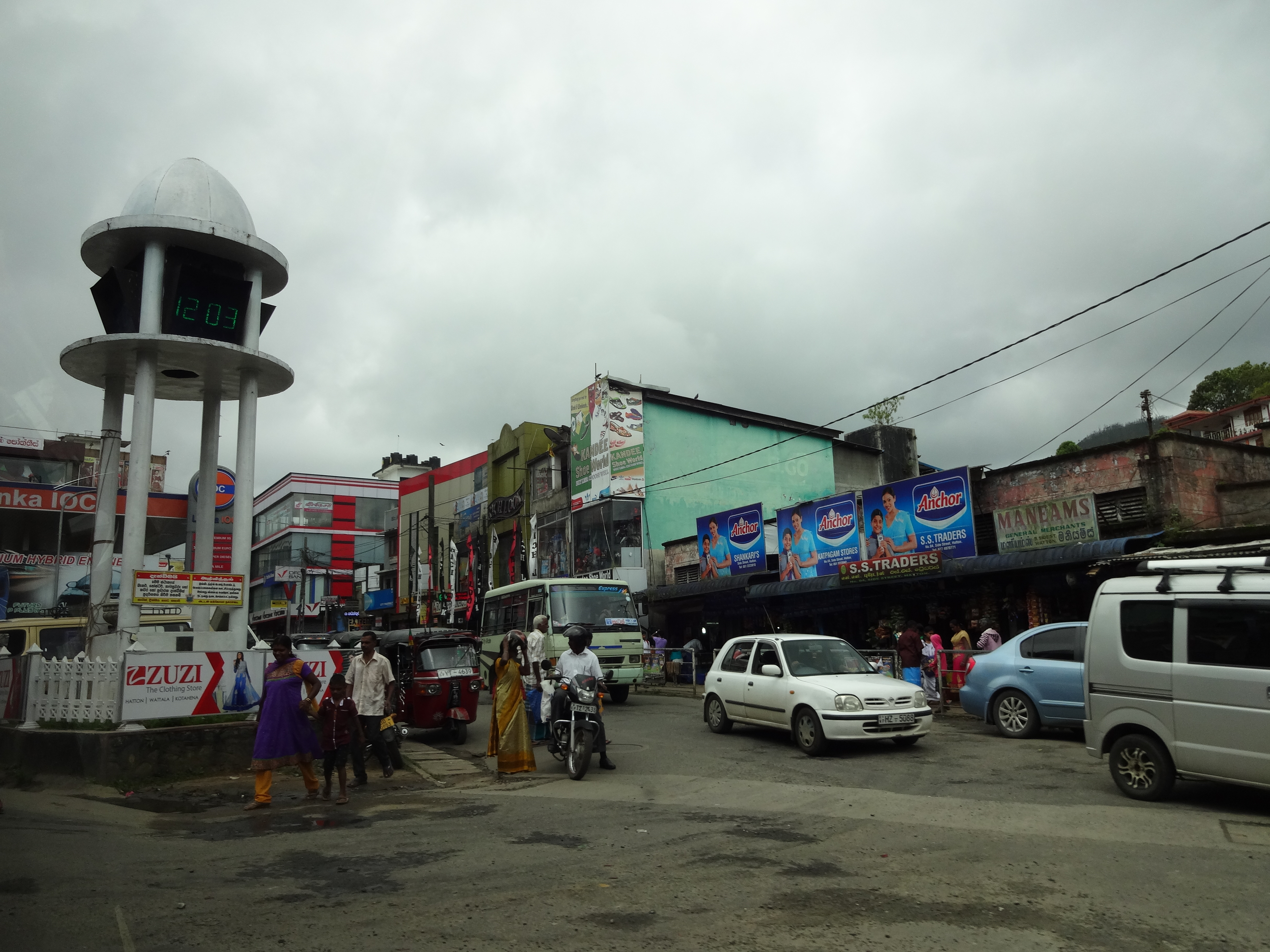
Ulice v Hattonu
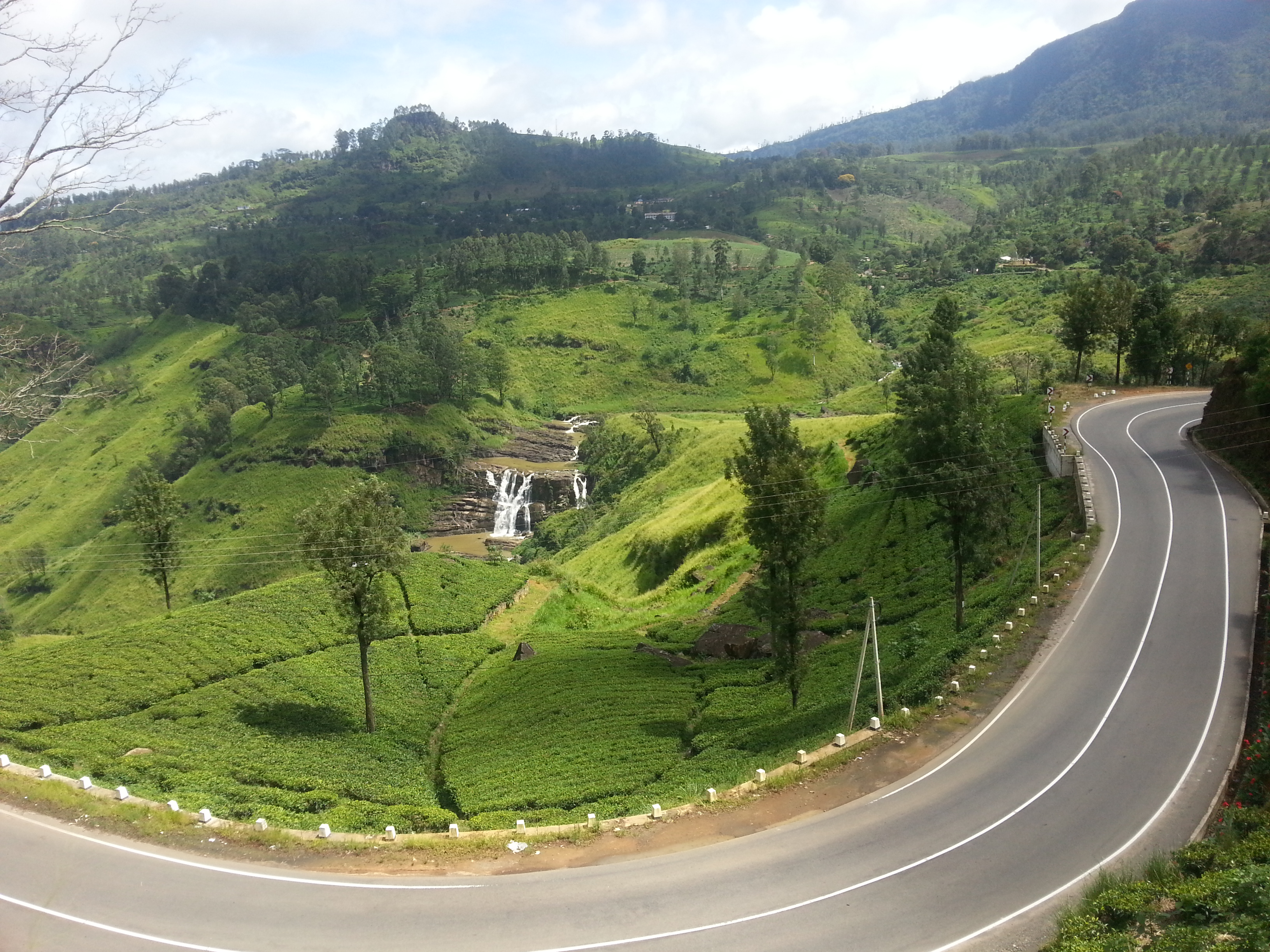
Vodopád svaté Kláry u Hattonu
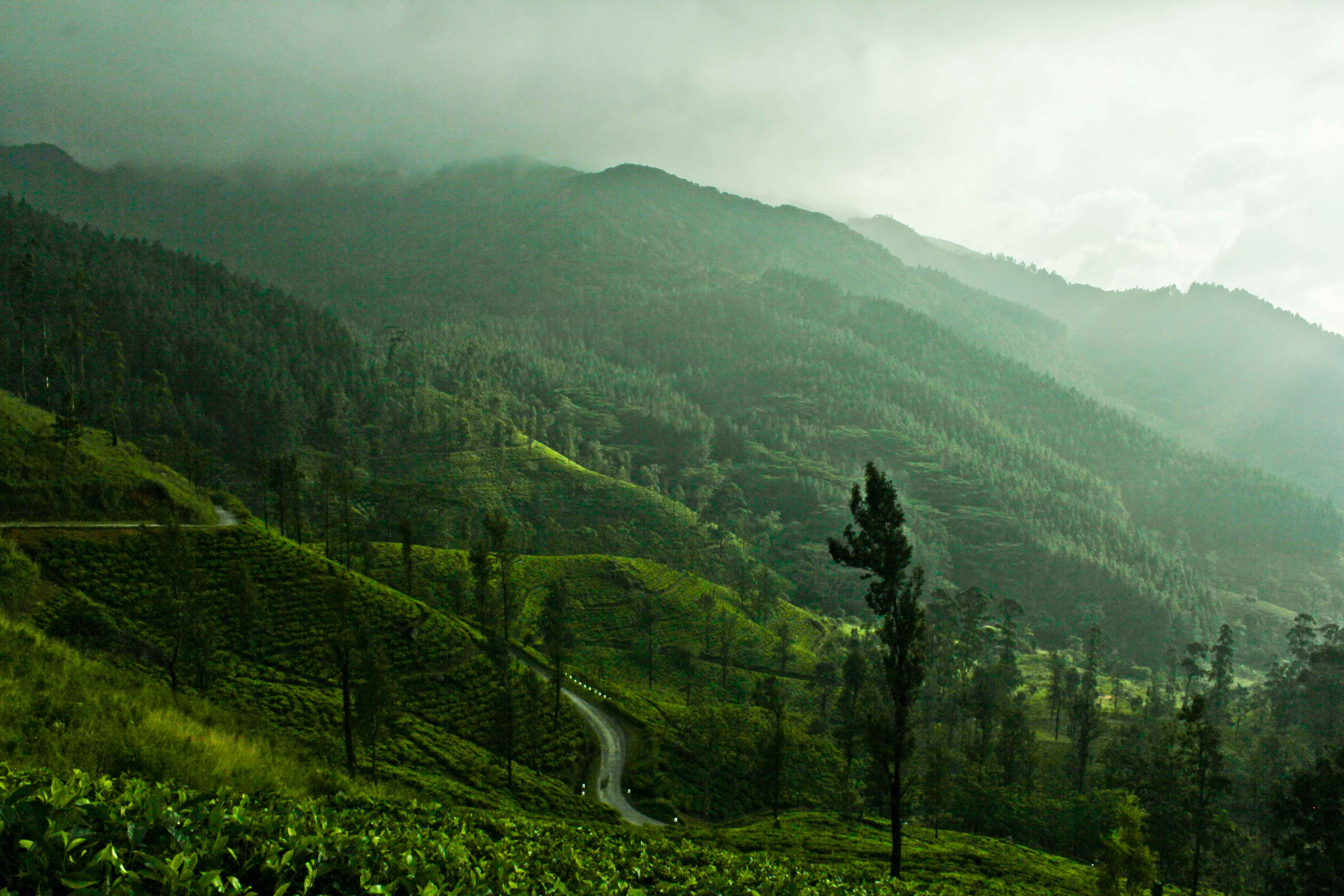
Čajová plantáž nedaleko města